# San Manuel-Linn
San Manuel-Linn is een plaats (census-designated place) in de Amerikaanse staat Texas, en valt bestuurlijk gezien onder Hidalgo County.

## Demografie
Bij de volkstelling in 2000 werd het aantal inwoners vastgesteld op 958.

## Geografie
Volgens het United States Census Bureau beslaat de plaats een oppervlakte van
126,1 km², waarvan 125,9 km² land en 0,2 km² water.

## Plaatsen in de nabije omgeving
De onderstaande figuur toont nabijgelegen plaatsen in een straal van 32 km rond San Manuel-Linn.